# Кароліна Відерстрьом
Кароліна Олівія Відерстрьо́м (Karolina Olivia Widerström, 10 грудня 1856, Гельсінгборг, Швеція — 4 березня 1949, Стокгольм) — шведська гінекологиня, політикиня та феміністка. Офіційно перша жінка-лікарка з університетською освітою в Швеції. Займалася питаннями сексуальної освіти і жіночим виборчим правом. Відерстрьом була головою Шведського товариства жіночого виборчого права та входила до міської ради Стокгольма.
Офіційно у Швеції жінкам дозволили навчатися в університетах 1870 року. Протягом 1873—1875 Відерстрьом була студенткою Центрального інституту гімнастики (Gymnastiska centralinstitutet), протягом 1875—1877 — асистенткою професора Брантінга, паралельно вивчала гімнастику. 1879 року склала іспит у Валлінійській школі, 1880 року — іспит з медичної філософії в університеті Уппсали. У травні 1884 року склала медичний іспит в Каролінському інституті в Стокгольмі.
Відерстрьом хотіла, щоб жінки і дівчата більше знали про свої тіла, щоб їхній одяг був кориснішим для здоров'я, і щоб у них були ті ж права і можливості, що є у чоловіків. Основними напрямами її роботи були гінекологія й жіноче здоров'я. Найвідомішою роботою Відерстрьом була книга Kvinnohygien (жіноча гігієна), яка вперше вийшла 1899 року і перевидавалася сім разів до 1932 року.
1912 року Кароліна Відерстрьом обрана від лібералів до Стокгольмської міської ради, де вона працювала до 1915 року. Головувала в Шведському товаристві жіночого виборчого права протягом 1918—1921 років, до того, як жіноче виборче право було гарантовано в Швеції. Стала останньою головою організації, коли ту розпустили 1921 року після досягнення мети.
Протягом всього свого життя Відерстрьом зберегла цноту.